# Lie to Me (série télévisée, 2011)
Pour les articles homonymes, voir Lie to Me (homonymie).
Naege geojinmar-eul haebwa (coréen : 내게 거짓말을 해봐 ; titre international : Lie to Me) est une série télévisée sud-coréenne diffusée sur SBS en 2011.

## Distribution

### Acteurs principaux
- Yoon Eun-hye - Gong Ah Jung
- Kang Ji-hwan - Hyun Ki Joon
- Sung Joon - Hyun Sang Hee
- Jo Yoon-hee - Oh Yoon Joo
- Hong Soo-hyun - Yoo So Ran
- Ryu Seung-soo - Chun Jae Bum

### Autres acteurs
- Oh Mi Hee - Hyun Myung Jin
- Kwon Se In - Park Hoon
- Park Ji Yoon - Park (manager)
- Kang Shin Il - Gong Joon Ho
- Lee Kyung Jin - Shim Ae Kyung
- Kwon Hae Hyo - Hwang Suk Bong
- Kang Rae Yun - Rae Yeon
- Song Ji Eun - Ji Eun
- Kim Bo Yun (김보연) - Bo Yeon
- Jang Woo Young (장우영) - Kim Yeon Nim
- Kim Gyu Jin - Gyu Jin
- Ahn Jung Hoon - Ahn (manager)
- Park Hyo Joon - Hyo Joon
- Ja Doo (자두) - Ja Doo
- Min Joon Hyun - journaliste
- Danny Ahn - ami de Ki Joon (caméo)
- Choi Yoon So - partenaire du mariage arrangé (caméo)
- Baek Seung Hyun (caméo, ep9)
- Yoo Ha Na (caméo)

### Sources
- (en) Cet article est partiellement ou en totalité issu de l’article de Wikipédia en anglais intitulé « Lie to Me (2011 TV series) » (voir la liste des auteurs).